# Vse rože sveta
"Vse rože sveta" (tradução portuguesa: Todas as flores do mundo") foi a canção que representou a Jugoslávia no Festival Eurovisão da Canção 1967 que teve lugar em Viena, na Áustria.
Foi interpretada em esloveno por Lado Leskovar. Foi a 15.ª canção a ser interpretada na noite do evento, a seguir à canção monegasca "Boum-Badaboum", cantada por Minouche Barelli e antes da canção italiana "Non andare più lontano", interpretada por Claudio Villa. A canção jugoslava terminou em oitavo lugar, tendo recebido um total de 7 pontos. No ano seguinte, em 1968, a Jugoslávia fez-se representar com a canção "Jedan dan", interpretada por Luči Kapurso & Hamo Hajdarhodžić.

## Autores
- Letrista: Milan Lindič
- Compositor: Urban Koder
- Orquestrador:  Mario Rijaveć